# Geoff Ward
Geoff Ward (* 8. April 1962 in Waterloo, Ontario) ist ein kanadischer Eishockeytrainer, der seit November 2022 als Cheftrainer beim Lausanne HC in der Schweizer National League (NL) tätig ist. Zuvor war Ward zwischen November 2019 und März 2021 Cheftrainer der Calgary Flames aus der NHL und betreute in der Deutschen Eishockey Liga (DEL) die Iserlohn Roosters und Adler Mannheim, mit denen er im Jahr 2015 den Gewinn der Deutschen Meisterschaft feierte.

## Karriere
Ward hat selbst nie professionelles Eishockey gespielt, begann aber schon 1989, als 27-Jähriger, seine Trainerkarriere. Damals begann er als Assistenztrainer beim Team der University of Waterloo. Bis 1993 erfüllte er diesen Job, ehe er als Chefcoach eine Nachwuchsmannschaft der Waterloo Siskins, welche er direkt zum Titelgewinn führen konnte, übernahm. Die folgenden vier Spielzeiten trainierte Ward die OHL-Mannschaft der Kitchener Rangers. In der Saison 1998/99 stand er bei Guelph Storm an der Bande, danach heuerte er eine Klasse höher in der East Coast Hockey League bei den Arkansas RiverBlades, mit denen er in den Play-offs ausschied, an.
2000 kam er zum ersten Mal nach Deutschland. Doch beim EC Bad Nauheim wurde er kurz vor den Entscheidungsspielen entlassen.
Er kehrte nach Nordamerika zurück und arbeitete seitdem für die Organisation der Edmonton Oilers. Zuerst war er bei den Hamilton Bulldogs in der American Hockey League als Assistenztrainer aktiv, ehe er während der Saison 2002/03 zum Chefcoach aufstieg, da sein Vorgänger Claude Julien Trainer der Canadiens de Montréal wurde. Er führte die Bulldogs noch ins Finale des Calder Cups und wurde daraufhin zusammen mit Julien mit dem Louis A. R. Pieri Memorial Award als bester Trainer ausgezeichnet. Mit den Toronto Roadrunners schied Ward in der folgenden Saison in der Qualifikations-Runde aus. Da die Roadrunners während des Lockout-Jahres in die Nähe von Edmonton ziehen mussten, zog auch Ward in die Oilers-Stadt.
In der Saison 2005/06 war Ward „Development Coach“ der Oilers und dabei für die Draftpicks, die in vielen Ligen Nordamerikas spielen, zuständig. In den Play-offs übernahm er auch Scouting-Aufgaben, so dass auch er einen Anteil am Einzug ins Stanley-Cup-Finale hat.
Da er als Trainer aber hinter der Bande stehen wollte, entschied er sich zu einem erneuten Wechsel nach Deutschland und unterzeichnete einen Vertrag bei den Iserlohn Roosters in der Deutsche Eishockey Liga. Am 15. Mai 2007 gaben die Roosters bekannt, dass der Vertrag mit Ward aufgelöst wurde, da Ward in seine Heimat zurückkehren wolle. Anfang August schloss er sich den Boston Bruins als Assistenztrainer an, wo er, wie schon bei den Hamilton Bulldogs, unter Claude Julien arbeitete. Nach sieben Jahren und einem Stanley-Cup-Gewinn mit Boston unterschrieb Ward im Juni 2014 einen Dreijahresvertrag als Cheftrainer bei den Adler Mannheim und wurde somit Nachfolger von Hans Zach.
2015 wurde Ward zum Trainer des Jahres in der DEL gewählt und gewann am 22. April 2015 mit den Adler Mannheim die DEL-Meisterschaft. Danach machte er von seiner Ausstiegsklausel Gebrauch und wechselte zurück in die NHL, wo er fortan als Assistenztrainer der New Jersey Devils tätig war. Nach der Saison 2017/18 wechselte er in gleicher Funktion zu den Calgary Flames. Dort trat er im November 2019 interimsweise die Nachfolge von Cheftrainer Bill Peters an, der von seinem Amt zurückgetreten war. Am Ende der Spielzeit 2019/20 wurde er im September 2020 zum festen Cheftrainer der Flames ernannt. Diese Position hatte er in der Folge jedoch nur bis März 2021 inne, als er entlassen und durch Darryl Sutter ersetzt wurde. Anschließend wurde er im Juni 2021 als neuer Assistenztrainer bei den Anaheim Ducks vorgestellt, eine Position, die er jedoch nach einem Jahr wieder verließ.
Seit November 2022 ist er Cheftrainer beim Lausanne HC.

## Erfolge und Auszeichnungen
- 2003 Louis A. R. Pieri Memorial Award (gemeinsam mit Claude Julien)
- 2011 Stanley-Cup-Gewinn mit den Boston Bruins (als Assistenztrainer)
- 2015 Deutscher Meister mit den Adler Mannheim
- 2015 DEL-Trainer des Jahres

## NHL-Trainerstatistik
(Legende zur Trainerstatistik: Sp oder GC = Spiele insgesamt; W oder S = erzielte Siege; L oder N = erzielte Niederlagen; T oder U = erzielte Unentschieden; OTL oder OTN = erzielte Niederlagen nach Overtime oder Shootout; Pts oder Pkt = erzielte Punkte; Pts% oder Pkt% = Punktquote; Win% = Siegquote; Resultat = erreichte Runde in den Play-offs)